# Ziridava kanshireiensis
Ziridava kanshireiensis là một loài bướm đêm trong họ Geometridae.